# タイ・ラフォレスト
タイ・ラフォレスト (Byron Joseph "Ty" LaForest ：バイロン・ジョセフ・"タイ"・ラフォレスト、1917年4月18日 - 1947年5月5日) は、カナダ・ニューブランズウィック州出身の元プロ野球選手 (MLB) である。第二次世界大戦が終戦を迎えた1945年の1シーズンのみ、名門球団であるボストン・レッドソックスでプレーした。

## 経歴
アメリカ合衆国・マサチューセッツ州にあるウォルサム高校を経てプロ入りしたが、プロ入り年度は不明である。
メジャーデビューを果たしたのは、第二次世界大戦が終戦する直前の1945年8月4日の対ワシントン・セネターズ戦であった。同試合に「1番・サード」でスタメン出場したラフォレストは、4回打席に立ってヒット1本を放つデビューを飾った。以後、サードのレギュラー格で試合に出場する機会を得て、最終的に52試合の出場で打率.250・2本塁打・16打点・4盗塁という成績をマークした。守備では、45試合でサードの守備に就いて5失策・守備率.966という成績を残したほか、レフトを3試合、ライトを2試合で守った。
メジャーでプレーしたのは結局、1945年だけだった。1946年冬に肺炎を患い、完治しないままフロリダでのスプリングトレーニングに参加した所、心臓発作を併発させた。結局アーリントン（マサチューセッツ州）の病院に入院し、1947年5月5日に30歳で死去した。死後、高校時代の故郷でもあるマサチューセッツ州のアーリントンにあるマウント・プリーザント・セメトリー (英：Mount Pleasant Cemetery) に埋葬された。

## 詳細情報

### 背番号
ボストン・レッドソックス
- 18 (1945)

### 年度別打撃成績 (MLB)
| 年 度     | 球 団     | 試 合 | 打 席 | 打 数 | 得 点 | 安 打 | 二 塁 打 | 三 塁 打 | 本 塁 打 | 塁 打 | 打 点 | 盗 塁 | 盗 塁 死 | 犠 打 | 犠 飛 | 四 球 | 敬 遠 | 死 球 | 三 振 | 併 殺 打 | 打 率 | 出 塁 率 | 長 打 率 | O P S |
| --------- | --------- | ----- | ----- | ----- | ----- | ----- | -------- | -------- | -------- | ----- | ----- | ----- | -------- | ----- | ----- | ----- | ----- | ----- | ----- | -------- | ----- | -------- | -------- | ----- |
| 1945      | BOS       | 52    | 220   | 204   | 25    | 51    | 7        | 4        | 2        | 72    | 16    | 4     | 4        | 6     | -     | 10    | -     | 0     | 35    | 7        | .250  | .285     | .353     | .638  |
| 通算：1年 | 通算：1年 | 52    | 220   | 204   | 25    | 51    | 7        | 4        | 2        | 72    | 16    | 4     | 4        | 6     | -     | 10    | -     | 0     | 35    | 7        | .250  | .285     | .353     | .638  |

- 「-」は記録なし。